# 達里恩 (紐約州)
達里恩（英語：Darien）是一個位於美國紐約州傑納西縣的鎮。

## 人口
根據2020年美國人口普查的數據，達里恩的面積為123.26平方千米，當中陸地面積為122.69平方千米，而水域面積為0.57平方千米。當地共有人口3010人，而人口密度為每平方千米24人。